# Кпелле (язык)
Кпелле (самоназв. Kpɛlɛwoo, фр. Guerzé) — язык народа кпелле. Распространён в Либерии и Гвинее (провинция Нзерекоре).
Относится к западной ветви языков манде. На языке кпелле говорит более 1,2 млн человек, из них около 760 тыс. в Либерии и около 460 тыс. в Гвинее.

## Социолингвистическая и лингвогеографическая информация
Язык кпелле распространен в Либерии и Гвинее. На манинка, распространенном в данном регионе как язык торговли, кпелле называется gbɛ̀rɛ̀sɛ́.
Кпелле является четвёртым по числу говорящих языком в Гвинее и самым крупным языком в Либерии. В обеих странах существует в устной форме, используется в бытовой сфере. Школьное преподавание на кпелле не ведется. Государственными языками, использующимися в официальной сфере, являются французский в Гвинее и английский в Либерии.
В Гвинее начиная с 60-х гг. XX века на государственном уровне проводилось нормирование языка. Последняя версия алфавита, единого для всех языков, распространенных в Гвинее, вышла в 1989 году. Стандартные варианты кпелле в Гвинее и Либерии — это диалекты, на которые была переведена Библия христианскими миссионерами, центральный диалект и диалект ньявоколе соответственно.

## Диалекты
Выделяют гвинейскую и либерийскую группы диалектов кпелле, хотя четких границ между ними нет.
Гвинейский кпелле делится на четыре диалекта: центральный (диалект города Нзерекоре), северный — гбали (диалект кпелле, живущих в саванне), восточный — коно и южный — хеге, близок к приграничным диалектам либерийского кпелле. Внутри центрального диалекта можно выделить говоры хонквеле и тонгонаалой.
В либерийском кпелле выделяют диалекты ньявоколе, фуама и боопулу.

## Письменность
Для записи языка кпелле в середине 1930-х годов местным вождём было разработано оригинальное слоговое письмо, которое, однако, не имело широкого распространения и быстро вышло из употребления. До 1940-х она использовалась в тайных обществах, а в настоящее время ей в той или иной степени владеют только немногочисленные представители старшего поколения, среди молодых же она не распространена и почти не известна.
При создании алфавита на государственном уровне и для перевода Библии миссионерами использовалось письмо на основе латиницы. Однако в быту на кпелле не пишут.
| Алфавит кпелле (Либерия) | Алфавит кпелле (Либерия) | Алфавит кпелле (Либерия) | Алфавит кпелле (Либерия) | Алфавит кпелле (Либерия) | Алфавит кпелле (Либерия) | Алфавит кпелле (Либерия) | Алфавит кпелле (Либерия) | Алфавит кпелле (Либерия) | Алфавит кпелле (Либерия) | Алфавит кпелле (Либерия) | Алфавит кпелле (Либерия) | Алфавит кпелле (Либерия) | Алфавит кпелле (Либерия) | Алфавит кпелле (Либерия) | Алфавит кпелле (Либерия) | Алфавит кпелле (Либерия) | Алфавит кпелле (Либерия) | Алфавит кпелле (Либерия) | Алфавит кпелле (Либерия) | Алфавит кпелле (Либерия) | Алфавит кпелле (Либерия) | Алфавит кпелле (Либерия) | Алфавит кпелле (Либерия) | Алфавит кпелле (Либерия) | Алфавит кпелле (Либерия) | Алфавит кпелле (Либерия) | Алфавит кпелле (Либерия) |
| ------------------------ | ------------------------ | ------------------------ | ------------------------ | ------------------------ | ------------------------ | ------------------------ | ------------------------ | ------------------------ | ------------------------ | ------------------------ | ------------------------ | ------------------------ | ------------------------ | ------------------------ | ------------------------ | ------------------------ | ------------------------ | ------------------------ | ------------------------ | ------------------------ | ------------------------ | ------------------------ | ------------------------ | ------------------------ | ------------------------ | ------------------------ | ------------------------ |
| A                        | B                        | Ɓ                        | D                        | E                        | Ɛ                        | F                        | G                        | Gb                       | Ɣ                        | I                        | K                        | Kp                       | L                        | M                        | N                        | Ŋ                        | O                        | Ɔ                        | P                        | R                        | S                        | T                        | U                        | V                        | W                        | Y                        | Z                        |
| a                        | b                        | ɓ                        | d                        | e                        | ɛ                        | f                        | g                        | gb                       | ɣ                        | i                        | k                        | Kp                       | l                        | m                        | n                        | ŋ                        | o                        | ɔ                        | p                        | r                        | s                        | t                        | u                        | v                        | w                        | y                        | z                        |

Долгие гласные передаются путём удвоения букв. Носовые гласные обозначаются тильдой над буквой (ã, ẽ, ɛ̃, ĩ, õ, ɔ̃, ũ). Высокий тон обозначается акутом (´), низкий — грависом (`), нисходящий — циркумфлексом (ˆ).
| Алфавит кпелле (Гвинея) | Алфавит кпелле (Гвинея) | Алфавит кпелле (Гвинея) | Алфавит кпелле (Гвинея) | Алфавит кпелле (Гвинея) | Алфавит кпелле (Гвинея) | Алфавит кпелле (Гвинея) | Алфавит кпелле (Гвинея) | Алфавит кпелле (Гвинея) | Алфавит кпелле (Гвинея) | Алфавит кпелле (Гвинея) | Алфавит кпелле (Гвинея) | Алфавит кпелле (Гвинея) | Алфавит кпелле (Гвинея) | Алфавит кпелле (Гвинея) | Алфавит кпелле (Гвинея) | Алфавит кпелле (Гвинея) | Алфавит кпелле (Гвинея) | Алфавит кпелле (Гвинея) | Алфавит кпелле (Гвинея) | Алфавит кпелле (Гвинея) | Алфавит кпелле (Гвинея) | Алфавит кпелле (Гвинея) | Алфавит кпелле (Гвинея) | Алфавит кпелле (Гвинея) | Алфавит кпелле (Гвинея) | Алфавит кпелле (Гвинея) | Алфавит кпелле (Гвинея) | Алфавит кпелле (Гвинея) | Алфавит кпелле (Гвинея) | Алфавит кпелле (Гвинея) | Алфавит кпелле (Гвинея) | Алфавит кпелле (Гвинея) | Алфавит кпелле (Гвинея) | Алфавит кпелле (Гвинея) |
| ----------------------- | ----------------------- | ----------------------- | ----------------------- | ----------------------- | ----------------------- | ----------------------- | ----------------------- | ----------------------- | ----------------------- | ----------------------- | ----------------------- | ----------------------- | ----------------------- | ----------------------- | ----------------------- | ----------------------- | ----------------------- | ----------------------- | ----------------------- | ----------------------- | ----------------------- | ----------------------- | ----------------------- | ----------------------- | ----------------------- | ----------------------- | ----------------------- | ----------------------- | ----------------------- | ----------------------- | ----------------------- | ----------------------- | ----------------------- | ----------------------- |
| A                       | B                       | Ɓ                       | D                       | E                       | Ɛ                       | Ə                       | F                       | G                       | Ɠ                       | Gb                      | Gw                      | H                       | Hw                      | I                       | J                       | K                       | Kp                      | Kw                      | L                       | M                       | N                       | Nw                      | Ɲ                       | Ŋ                       | O                       | Ɔ                       | P                       | R                       | S                       | T                       | U                       | V                       | W                       | Z                       |
| a                       | b                       | ɓ                       | d                       | e                       | ɛ                       | ə                       | f                       | g                       | ɠ                       | gb                      | gw                      | h                       | hw                      | i                       | j                       | k                       | kp                      | kw                      | l                       | m                       | n                       | nw                      | ɲ                       | ŋ                       | o                       | ɔ                       | p                       | r                       | s                       | t                       | u                       | v                       | w                       | z                       |

Тоны на письме не обозначаются.

## Фонология

### Система гласных
|                | Неносовые | Неносовые | Неносовые              |   | Носовые  | Носовые | Носовые                |
|                | Передние  | Средние   | Задние лабиализованные |   | Передние | Средние | Задние лабиализованные |
| -------------- | --------- | --------- | ---------------------- | - | -------- | ------- | ---------------------- |
| Верхние        | (ü)       | ɨ         | u                      | ŋ | ḭ        |         | ṵ                      |
| Средне-верхние |           | ǝ         | o                      |   |          |         |                        |
| Средне-нижние  | ɛ         |           | ɔ                      |   | ɛ̰        |         | ɔ̰                      |
| Нижние         |           | a         |                        |   |          | a̰       |                        |

Фонетически долгие гласные, а также сочетания типа [ai][au][aŋ] интерпретируются как бифонемные.

### Система согласных
|                   | Лабиальные | Дентальные | Палатальные | Велярные | Лабиовелярные | Лабиализ. велярные | Глоттальные |
| ----------------- | ---------- | ---------- | ----------- | -------- | ------------- | ------------------ | ----------- |
| Смычные           | b, p       | d, t       |             | g, k     | gb, kp        | gw, kw             |             |
| Имплозивные       | ɓ          |            |             |          |               |                    |             |
| Фрикативные       | v          | z          |             | ɣ        |               | hw                 | h           |
| Носовые сонанты   | m          | n          | ɲ           | ŋ        | ŋw            |                    |             |
| Неносовые сонанты |            | l          | y           |          | w             |                    |             |

### Слоги и стопы
Слоги имеют различную структуру в зависимости от их позиции в стопе. В начальной позиции возможны структуры V, CV-, в неначальной -V, -CV -CVV, -CVVŋ.
Стопа обладает повышенным уровнем внутренней связности и может состоять из одного или нескольких слогов. В большинстве случаев стопа соответствует морфеме и, в следствие тенденции к аналитизму, лексеме. В двусложной стопе первый слог может быть только CV-, второй — -V, -CV, -CVV, -CVŋ, -CVVŋ.
| Количество слогов | Структура стопы | Примеры                                               |
| Односложные стопы | V               | à ‘с’, é ‘полифункциональное местоимение 2 л. ед. ч.’ |
| Односложные стопы | CV              | tǎ ‘один’, yá ‘покупать’                              |
| Двусложные стопы  | CVV             | wáá ‘тысяча’, kwɛ́â ‘быть.длинным’                     |
| Двусложные стопы  | CVŋ             | lóŋ́ ‘ребенок’, mɛ̀ŋ̌ ‘слышать’                          |
| Двусложные стопы  | CVVŋ            | tééŋ̀ ‘пересекать’, hwíéŋ́ ‘отклоняться’                |
| Двусложные стопы  | CVCV            | ɓòlǔ ‘коза’, yàlǎ ‘лев’                               |
| Двусложные стопы  | CVCVV           | ɓɛ́láá ‘баран’, yɔ́láà ‘свекровь, теща’                 |
| Двусложные стопы  | CVCVŋ           | mànáŋ́ ‘маниока’, lónóŋ́ ‘считать’                      |
| Двусложные стопы  | CVCVVŋ          | gbɔ̀lɔ̀ɔ̀ŋ̀ ‘поле’, yílééŋ́ ‘удав’                         |

### Тоны
Фонологическое ударение в кпелле отсутствует.
Имеются два уровневых тона: В — высокий и Н — низкий.
Сегментная база тона — слог. Тоны в кпелле образуют фиксированные последовательности (мелодии). Сегментная база тональных последовательностей — стопа.
Одно- и двусложные морфемы делятся на шесть лексических тональных классов, из которых шестой наименее частотный и иногда игнорируется в описаниях: /В/, /Н(В)/, /ВН/, /НВН/, /Н/, /НВ/.
Помимо лексических мелодий, имеются грамматические мелодии.
- У существительных грамматическая мелодия /Н/ маркирует вершину генитивной группы с нереферентным посессором.
- Релятивные имена получают мелодию /Н/ вместе с соответствующим суффиксом -lèè.
- У глаголов грамматическая мелодия /Н/ используется в различных видо-временных конструкциях, например, в аористе.
- Грамматическая мелодия /Н(В)/ маркирует релятивные имена, придавая им обобщенную семантику.
- Грамматическая мелодия /Н(В)/ маркирует глаголы изменения положения в пространстве в форме стативного причастия вместе с показателем -nì.

Лексические мелодии и грамматические мелодии, выполняющие в конкретном контексте роль лексических, могут подвергаться неавтоматическим и автоматическим позиционным изменениям.

## Типологические характеристики

### Степень свободы выражения грамматических значений и характер границы между морфемами
Кпелле в целом является изолирующим языком, но в нём присутствуют и элементы флективности. Флективность ярко представлена в системе местоименно-предикативных показателей, которые могут сочетать в себе значения вида и времени, модальности, полярности, а также являются мишенью согласования по лицу и числу. Грамматические значения в кпелле выражаются аналитически с элементами синтетизма.
Здесь àǎ — местоименно-предикативный показатель, выражающий лицо и число подлежащего и результативность глагола:
| (Zààwòlò)               | àǎ      | ɓá  | mɛ̀ɛ̌  |
| Зааволо                 | 3SG.RES | рис | есть |
| '(Зааволо)/он съел рис' |         |     |      |

| Pùlǔ          | káá  | máà    |
| голод         | быть | 1Sg.на |
| 'Я хочу есть' |      |        |

Здесь máà — нечленимое образование, появившаяся в результате слияния послелога ɓà 'на' с местоимением. Функция ɓà в данном контексте — кодирование неагентивного и непациентивного участника ситуации (в данном случае экспериенцера).
Пример аналитической конструкции — актуальное настоящее выражается с помощью вспомогательного глагола káá 'быть' (и показателя инфинитива на смысловом глаголе):
| Pépèè             | káá  | wèlě  | tòǒ-ì      |
| Пепе              | быть | песня | ронять-INF |
| 'Пепе поет песни' |      |       |            |

Как видно, словоформа чаще всего представлена единичным корнем, но возможны и сочетания корня и аффикса.
Примеры суффиксального словообразования в кпелле:
-lòŋ̀  'ребенок'  — tàǎ  'деревня'  → tàǎ-lòŋ̀ 'маленькая деревня, деревенька' 
-mùŋ̀ 'деятель': mɔ̀bílî 'машина', hìě 'идти, водить'  → mɔ̀bílî-hìě-mùŋ̀ 'водитель' 

### Локус маркирования

#### Маркирование в именных группах
В посессивных конструкциях в кпелле маркирование либо вершинное (при этом мишенями согласования по лицу и числу чаще являются местоименные служебные показатели) либо отсутствует. В кпелле есть три основных типа притяжательных конструкций.
- Притяжательная конструкция со значением отчуждаемой принадлежности и автосемантичным именем в роли обладаемого выражается при помощи обязательного местоименно-посессивного показателя, который согласуется по лицу и числу с обладателем. При отсутствии полной ИГ в позиции зависимого анафорическую функцию выполняет сам местоименно-посессивный показатель.

| (Hèhèè)                  | ŋɔ̀       | ɓɛ́láá |
| Хехе                     | 3SG.POSS | овца  |
| 'Овца Хехе' ('его овца') |          |       |

- Если в качестве обладаемого выступает лексема pɛ́lɛ́ 'дом', kwélí 'двор' или tàǎ 'деревня, город', местоименно-посессивный показатель не используется. Для маркирования посессивности ИГ обладателя сопровождается лексемой yéé 'рука' в форме локатива yéì. Обладаемое в такой конструкции несет определённый артикль и также употребляется в форме локатива. При наличии лексемы tàǎ в позиции обладаемого посессор сопровождается послелогом pɔ́.

| Ɲéì                 | gwèlí-ì      | kílí  | káá  | ɲá    |
| 1SG\рука. LOC       | DEF\двор-LOC | разум | быть | 1SG\в |
| 'Я помню свой двор' |              |       |      |       |

- Конкретная структура конструкции со значением неотчуждаемой принадлежности зависит от типа обладаемого (термины родства и подобные им имена противопоставляются частям тела и подобным им) и референциального статуса посессора (противопоставляются конструкции с частями тела и другими неодушевленными обладаемыми).

В притяжательной конструкции с термином родства в роли обладаемого к обладаемому присоединяется местоименный индекс, который согласуется по лицу и числу с обладателем и выполняет анафорическую функцию в отсутствие ИГ-посессора.
| (Hèhèè)                  | ǹáŋ̀      |
| Хехе                     | 3SG\отец |
| 'отец Хехе' ('его отец') |          |

Притяжательная конструкция с частями тела и существительным lóŋ́ 'чей(чья)-либо сын/дочь' в позиции обладаемого образуется соположением, если посессор референтный. При анафоре ИГ-посессор заменяется местоименным индексом:
| Hèhèè       | kɔ́ɣɔ́ |
| Хехе        | нога |
| 'нога Хехе' |      |

| gɔ̀ɣɔ́       |
| 3SG\нога   |
| 'его нога' |

При нереферентном посессоре обладаемое получает грамматическую мелодию /H/. Анафорический контекст здесь невозможен.
| ɓɛ́láá          | kɔ́ɣɔ́   |
| баран          | нога\L |
| 'баранья нога' |        |

#### Маркирование в предикации
Маркирование в предикации в кпелле отсутствует, см. примеры:
| Ɲìlê                   | àǎ      | ɲààlèè    | ɲíɲ́    |
| DEF\собака             | 3SG.RES | DEF\кошка | кусать |
| 'Собака укусила кошку' |         |           |        |

| É                       | tɛ̀â    | ɓò         | Pépèè | ɓà |
| 2SG.B                   | правда | говорить\L | Пепе  | на |
| 'Ты сказал Пепе правду' |        |            |       |    |

Но, как можно увидеть, предикативный показатель согласуется в лице и числе с субъектом.

### Ролевая кодировка
Кпелле в исследованиях называют языком номинативно-аккузативного строя. Однако наравне с переходными/непереходными конструкцией с номинативным подлежащим, имеющей в целом динамическую семантику, в нём существует результативно-стативная непереходная конструкция с единственным аргументом в косвенном падеже.
Номинативно-аккузативная конструкция с неаккузативным глаголом:
| Àǎ             | yɛ́lɛ́     |
| 3SG.RES        | смеяться |
| 'Он засмеялся' |          |

Номинативно-аккузативная конструкция с неэргативным глаголом:
| Àǎ               | ɓòɣǒ             |
| 3SG.RES          | быть.сумасшедшим |
| 'Он сошел с ума' |                  |

Конструкция с неноминативным аргументом и неэргативным глаголом:
| Ɲɛ̀lɛ́-ɛ-ì                   | háákèlèè | kɛ́nɛ́  |
| 3SG\смеяться-GER-RESTAT    | сегодня  | очень |
| 'Он сегодня много смеялся' |          |       |

Конструкция с неноминативным аргументом и неаккузативным глаголом:
| Mòɣǒ-a-ì                        |
| 3SG\быть.сумасшедшим-GER-RESTAT |
| 'Он сумасшедший'                |

Конструкция с переходным глаголом:
| (Zààwòlò)               | àǎ      | ɓá  | mɛ̀ɛ̌  |
| Зааволо                 | 3SG.RES | рис | есть |
| '(Зааволо)/он съел рис' |         |     |      |

Таким образом, и агентивное, и пациентивное подлежащее в некоторых конструкциях являются в каком-то смысле маркированными, так как именно подлежащее может согласовываться с местоименно-предикативным показателем.

### Базовый порядок слов
Базовый порядок слов в простом предложении: S — AUX — O — V—X, где AUX — местоименно-предикативный показатель, а X — любые другие именные группы.
Жесткий порядок слов — характерная особенность языков семьи манде. Между предикативным показателем и глаголом может находиться строго одна именная группа.
| Pépèè                | àǎ      | gwíì  | tɛ̀ɣɛ̌   | bɔ́ |
| Пепе                 | 3SG.RES | банан | давать | \к |
| 'Пепе дал мне банан' |         |       |        |    |

При отсутствии прямого дополнения предложение интерпретируется как непереходное:
| ŋàǎ           | Pépèè | pàǎ     |
| 1SG.RES       | Пепе  | убивать |
| 'Я убил Пепе' |       |         |

| Pépèè           | àǎ      | pàǎ     |
| Пепе            | 3SG.RES | убивать |
| 'Пепе был убит' |         |         |